# Кантор, Соломон Абрамович
Соломон Абрамович Ка́нтор (1908—1971) — советский учёный в области турбостроения, специалист по конструированию и регулированию стационарных и судовых паровых турбин и газотурбинных энергетических установок.

## Биография
Родился в 1908 году в Браславе (ныне Витебская область, Беларусь) в семье торговца рыбой Абрама Хаимовича Кантора.
В 1935 окончил ЛПИ. В 1935—1951 годах инженер по регулированию турбомашин, зам. главного конструктора на Невском машиностроительном заводе.
В 1941—1945 годах занимался реконструкцией, наладкой и ремонтом паровых турбин, их систем регулирования.
Профессор (1951), зав. кафедрой турбостроения в ЛПИ имени М. И. Калинина. Доктор технических наук (1948).

## Научные труды
Опубликовал более 40 научных трудов. В их числе — монографии и учебные пособия:
- «Паровые турбины», 2-е изд., Л.-М., 1938 (в соавт.);
- «Регулирование турбомашин», М.-Л., 1946;
- «Теория и конструирование паровых турбин», М.-Л., 1947 (совместно с И. И. Кирилловым);
- «Регулирование судовых теплосиловых установок», Л., 1956.
- «Атлас паровых и газовых турбин» (Машиностроение, 1970).

## Награды и премии
- Сталинская премия второй степени (1946) — за создание отечественных конструкций мощных турбомашин для металлургической промышленности
- Сталинская премия второй степени (1949) — за научный труд «Теория и конструкция паровых турбин» (1947)